# Maddie Fitzpatrick
Madeline Margaret Genevieve Miranda Catherine "Maddie" Fitzpatrick (do Ashley Tisdale thủ vai) là một nhân vật trong sê-ri phim "The Suite Life of Zack and Cody". Maddie cũng xuất hiện một tập trong "The Suite Life on Deck" và trong "Hannah Montana" tập "On The Road Again?".

## Lý lịch
Maddie là một cô gái bán kẹo ở khách sạn Tipton, nhân viên thu ngân ở cửa hàng Cluck Bucket, quản lý của Camp Tipton Daycare Center, và cố vấn cho trại hè của trường, Camp Heaven on Earth. Trong phần một, tập "Pilot Your Own Life", tên đầy đủ của Maddie đã được tiết lộ.
Khi đến từ một gia đình tầng lớp hạ lưu, Maddie đã rất chăm chỉ, thẳng thắn, vô cùng thông minh và là một cô gái tài năng. Nhưng trong một vài tập, Maddie có hơi ích kỷ, sử dụng London Tipton, tiền và quyền hạn của London (hầu hết là do sự ích kỷ và ngu ngốc của London), mặc dù Maddie luôn thiệt thòi khi mặt trái của tính cách được phơi bày. Tuy nhiên, có vẻ như Maddie là một người nhân hậu và mơ mộng, một người luôn tin vào điều đúng đắn. Mặc dù Maddie là có ý chí mạnh mẽ và độc lập, thỉnh thoảng cô vẫn bị London mua chuộc để làm hay nói những điều mà London muốn. Maddie là người đạo Thiên Chúa Ai-len và dự định tham gia vào trường dòng Thiên Chúa giáo tên là "Our Lady of Perpetual Sorrow" (trong phần 4) và sau đó, theo học tại trường Trung học Cheevers với Zack, Cody, London và Nia. London thường hay xúi giục cô, nói rằng tóc và đồ của cô rất xấu và thường đối xử với cô như với một người hầu. Như trong tập "Footloser", London thường hay mua chuộc Maddie bằng tiền của mình. Maddie cũng trở thành bảo mẫu của Zack và Cody để giúp đỡ cho mẹ Carey của họ, người xem Maddie như con gái. Zack đã phải lòng cô trong phần một, hai, ba và vẫn thích Maddie trong "The Suite Life on Deck" tập "Maddie on Deck". Cô cũng ủng hộ hết mình vào việc bảo vệ môi trường. Maddie thuận tay trái. Trong tập "Kisses and Basketball", người xem còn phát hiện rằng Maddie bị bệnh suyễn.
Trong phần ba, Maddie đã tham gia giúp đỡ trại hè tên là "Camp Heaven on Earth"; sau đó, cô dành một học kỳ tại Châu Nam Cực. Maddie đã ở Antarctica để bảo vệ loài chim cánh cụt trong tập "Team Tipton". Maddie cũng vắng mặt trong nhiều tập và Nia Moseby được chọn để thế chỗ của cô. Tuy nhiên, cô trở về trong tập "Foiled Again". Trong tập "Lip Synchin' in the Rain", Maddie đã bị trêu chọc khi cô nói rằng mình giống Sharpay Evans của sê-ri phim "High School Musical" vì không ai thấy sự giống nhau (đây chỉ là hư cấu vì Maddie và Sharpay đều chỉ do một người đóng). Maddie đã không xuất hiện trong "The Suite Life on Deck". Tuy nhiên, cô xuất hiện trong The Suite Life on Deck tập "Maddie on Deck" như nhân vật khách mời, và được đề cập trong tập "Sea Monster Mash". Trong tập "Maddie on Deck", cô gặp Bailey Pickett (do Debby Ryan thủ vai) và họ nhanh chóng trở nên thân thiết. Họ đến thăm một lâu đài, Maddie đã bị một hoàng tử nhìn thấy và muốn hẹn hò với cô. Nhưng khác lạ ở chỗ là hoàng tử chỉ mới 8 tuổi. Vì Maddie đã chấp nhận một món quà một cách vô ý, do đó, cô bắt buộc phải lấy hoàng tử. Cách duy nhất là một nông dân (Zack) phải đấu chiến thắng hoàng tử. Cuối cùng, Maddie đã hôn Zack, giúp cậu có thêm tự tin để đấu với hoàng tử và giành chiến thắng. Cũng trong tập "Maddie on Deck", Cody nói rằng Maddie đã để dành tiền khi làm bảo mẫu, thu ngân (giấu dưới gối) để mua một cái vé xe buýt đến sân bay. London, bạn thân của cô, thấy vậy đã trả tiền máy bay cho Maddie.

## Gia đình
- Liam Fitzpatrick (Cody Arens đóng) - Liam là em trai của Maddie. Cậu đã chế giễu Maddie trong tập, "Not So Suite 16", bởi vì cậu phải dùng một thanh giằng để chấm dứt bữa tiệc 16 tuổi của cô. Nhiều người không thích Liam, như Maddie, Marilyn (bà của Liam), Zack, và Carey.
- Marilyn Fitzpatrick (Kathryn Joosten đóng) - bà của Maddie, sống ở Oregon. Bà đã bay một đoạn xa đến Boston chỉ để mừng sinh nhật thứ 16 của Maddie.
- Genevieve Fitzpatrick - chị gái của Maddie. Genevieve đã lập gia đình và được đề cập trong tập "Poor Little Rich Girl" khi ông Moseby muốn sao chép lại điệu nhảy và bài hát mà Maddie đã từng hát trong phòng của mình, "Chị của tôi có chồng, còn tôi thì có phòng, what!".
- Margie Fitzpatrick (Mary Kate McGeehan lồng tiếng) - mẹ của Maddie, người mà có giọng nói (và cánh tay bên cửa sổ) trong tập "Not So Suite 16" và "Poor Little Rich Girl".
- Irving Fitzpatrick (Ernie Lively lồng tiếng) - cha của Maddie. Không bao giờ nhìn thấy ông ấy trong phim, nhưng Maddie có nói rằng cái cà vạt mà cô đeo như một phần của đồng phục là của ông tặng. Ông và Mergie chỉ xuất hiện trong phim qua giọng cãi nhau rất lớn của cả hai.
- Những anh chị em khác - trong tập "Maddie on Deck", Maddie nói rằng, "Tớ và gia đình 12 người đã đi đến Hẻm núi lớn (Big Canyon)". Trong tập "Foiled Again", London Tipton đã dựng Maddie dậy và hỏi cô đã làm gì trong kỳ nghỉ. Maddie trả lời, "Oh, không có gì cả. Tớ chỉ ở nhà và ngồi đếm số anh chị em của tớ". Trong một tập lên sóng năm 2005, Maddie đã đề cập đến 4 đứa trẻ, "Không, xin lỗi London. Tớ phải về nhà và chăm sóc Emma, Claire, Danny và Hannah". Từ đó, ta biết được tên 4 đứa em của Maddie mặc dù điều này chưa được xác nhận. Bởi vì London đã trả lời, "Ai?" và Maddie nói, "Ugh, cậu có nghe tớ nói không hay là cậu đang trò chuyện với những thứ trong đầu cậu?".
- Granny Fitzpatrick - bà của Maddie, người mà sống chung với cô. Bà chỉ được nhắc đến trong tập "Poor Little Rich Girl". Tuy nhiên, sau đó, nghe nói rằng bà của Maddie đã chết khi cô đề cập đến cái trâm mà bà đưa cho London đã bị mất, đó cũng là lần cuối cùng cô được nói chuyện với bà.
- Chú Seamus - ông chú hay hát của Maddie. Ông được nói đến trong tập "Not So Suite 16".

### Mối quan hệ
- Zack Martin (Dylan Sprouse đóng) - Zack đã phải lòng Maddie trong suốt 3 phần của sê-ri phim. Khi cô trở lại trong tập "Maddie on Deck", Zack đã thích cô trở lại và cô cũng bắt đầu đáp lại tình cảm của Zack bằng cách hôn cậu để cậu lấy lại tự tin.
- Nhân viên cứu hộ Lance Fishman - Maddie và Lance hẹn hò ở những tập đầu của phim, nhưng cô đã đá anh ta vì anh ta bị luôn ám ảnh bởi nước và cá.
- Chuck - Chuck hẹn hò với Maddie trong tập "Rumors" nhưng đã đá cô khi anh ấy nghe London đồn rằng Maddie và Lance trở lại với nhau.
- Jason Harrington - một cậu trai tóc vàng giàu có trong tập "Maddie Checks In". Jason, một người bạn của London, thích Maddie và tưởng rằng cô cũng giàu có. Họ có chung sở thích như tái chế, cùng phản đối một điều, thích làm từ thiện, bảo vệ cây và những thứ khác. Zack và Cody đã giúp Maddie giả vờ rằng cô rất giàu có để Jason thích cô.
- Trevor (Zac Efron đóng) - cậu thích London trước đó, nhưng cuối cùng, Trevor đã hôn Maddie hai lần.
- Geoffrey (Drew Seeley đóng) - điện thoại của ông nội của Geoffrey được Maddie tìm thấy trong tập "Romancing the Phone" và một ai đó gọi để đòi lại điện thoại. Người bí ẩn đó có chung nhiều sở thích với cô, và Maddie đã phải lòng người đó. Khi người đó đến để lấy lại điện thoại, Maddie nhận ra chủ của chiếc điện thoại là một ông già. Mặc dù thất vọng, Maddie vẫn dành thời gian cho ông ấy. Sau đó, ông già giới thiệu cháu trai Geoffrey, người thật sự thích Maddie nhưng vì tuổi của cô nàng.
- Gavin - Gavin chỉ xuất hiện một lần trong tập "Big Hair and Baseball". Gavin sắp xếp một cuộc hẹn hò dấu mặt với Maddie thông qua London. Gavin thích Maddie nên anh liên tục đổ mồ hôi, nhưng do không muốn Maddie nhìn thấy; và đồng thời, tóc của Maddie thì rối bù vì độ ẩm bên ngoài. Do đó, họ sợ rằng cuộc hẹn của mình sẽ bị phá hỏng. London, khi đang cố gắng giúp họ, đã bước đến và nói, "Tóc của Maddie thì xoăn tít một cách kỳ dị, cón Gavin thì đổ mồ hôi như một con lừa trong phòng tắm hơi!".
- Hoàng tử Jeffy - Jeffy xuất hiện trong tập "Maddie on Deck" và cả hai thức hiện đính ước mặc dù Maddie không đồng ý. Jeffy nhỏ hơn Maddie rất nhiều nhưng cuối cùng, lễ cưới đã bị phá hủy sau khi Zack đánh bại Jeffy.
- Diego - Diego xuất hiện trong tập "Foiled Again" với vai trò là huấn luyện viện đấu kiếm của London. Maddie muốn khi ăn tối với anh. Cô và London đã trở thành địch thủ khi cả hai đều thích Diego, và tham gia vào cuộc đấu kiếm để phân thắng bại. Cuối cùng, họ dừng cuộc chiến và hứa rằng sẽ không để một người con trai nào xen giữa, phá hỏng tình bạn giữa họ.